# Robert Flux
Robert Flux (nacido el 5 de mayo de 1967, en Salzgitter-Lebenstedt, Alemania) es el guitarrista, bajista, mixer y mánager de la banda alemana de Neue Deutsche Harte, Oomph!.

## Historia
Robert Flux creció en Salzgitter, Alemania. A los 11 años se fue a Wolfsburgo.
Su abuela tocaba instrumentos (canto y piano), y su familia lo apoyó desde su juventud en el mismo tema.
A los 14 años tomó sus primera lecciones de guitarra (clásica). A los 16 años compró su primera guitarra eléctrica y tocó en las bandas de la escuela.
Escuchando Depeche Mode y DAF descubrió el sintetizador.
Tuvo su primer sintetizador como regalo de su abuela, entonces trató de combinar sintetizador y guitarra.
En 1989 se reunió con Dero y Crap en un festival de música indie local (Wolfsburgo).
Estudió ingeniería biológica, que luego dejó para entrar a la banda Oomph!.

## Influencias
En el pasado: The Beatles y Elvis Presley (por sus padres), Suzie Quattro, T. Rex,  David Bowie y el rock de los años 70 (por su hermano mayor), entonces: AC/DC, Kraftwerk, DAF, Depeche Mode, The Cure, Nitzer Ebb, Pantera, Prong, Grunge, Música Industrial, buen Pop, de todo un poco.

## Curiosidades
- Su lado fuerte dentro de la banda es: Resolver las controversias y hacer planes. Da todo su poder a la música y a la producción.
- Su lado débil dentro de la banda es: A veces ser demasiado conservador y luego puede ser muy obstinado en la medida de lo que pasa. A veces es muy persistente y ambicioso.
- Su mejor consejo es: "No dar consejos, pero tratar de hacer mejor las cosas tú mismo" - Flux.
- Pasatiempos: Hacer Deporte, llamar por teléfono, hablar con sus amigos, participar en otros proyectos.
- Para él la música es: " El pasatiempo más hermoso, una gran parte de mi vida, y en este momento mi trabajo" - Flux.